# Marian Mitręga
Marian Karol Mitręga (ur. 20 lipca 1952 w Siemianowicach Śląskich) – polski politolog, dr hab. nauk humanistycznych, profesor nadzwyczajny Instytutu Nauk Politycznych i Dziennikarstwa Wydziału Nauk Społecznych Uniwersytetu Śląskiego, oraz Wyższej Szkoły Finansów i Prawa w Bielsku-Białej.

## Życiorys
Urodził się 20 lipca 1952 w Siemianowicach Śląskich. Ukończył studia na Wydziale Handlu Zagranicznego Akademii Ekonomicznej w Katowicach. W 1978 obronił pracę doktorską Konsekwencje migracji jako przesłanki regionalnego programu polityki społecznej (na przykładzie Rybnickiego Okręgu Węglowego), 23 kwietnia 2002 habilitował się na podstawie pracy zatytułowanej Restrukturyzacja umiejscowiona. Socjalne i regionalne aspekty przemian w górnictwie węgla kamiennego. Otrzymał nominację profesorską. Został zatrudniony na stanowisku profesora nadzwyczajnego w Instytucie Nauk Politycznych i Dziennikarstwa na Wydziale Nauk Społecznych Uniwersytetu Śląskiego, oraz w Wyższej Szkole Finansów i Prawa w Bielsku-Białej.
Był kierownikiem w Katedrze Nauk Politycznych na Wydziale Bankowości i Finansów Wyższej Szkole Finansów i Prawa w Bielsku-Białej.
Piastuje funkcję adiunkta w Instytucie Nauk Politycznych na Wydziale Nauk Społecznych Uniwersytetu Śląskiego.